# Згари
Згáри – селище Надвірнянського району Івано-Франківської області. Належить до Поляницької сільської громади. За переписом 2001 року, в селі проживало 29 людей. Займає площу 8,3 км².